# WASP-80b
WASP-80b es un exoplaneta de tipo Júpiter caliente situada en la constelación del Águila. Fue descubierto en 2013 mediante método de tránsito primario, bajo el programa SuperWASP (Wide Angle Search for Planets). Este planeta orbita a la estrella WASP-80, una enana fría de tipo espectral M0V. Con un periodo orbital aproximado de 3.07 días, lo que indica que está muy cerca de estrella.

## Características
WASP-80b tiene una masa 0.55 ± 0.04 MJ (55% de la masa de Júpiter) lo que lo clasifica como un sub-Júpiter, menos masivo que Júpiter pero más que Neptuno. Tiene un radio 0.95 ± 0.03, un 5% más pequeño que Júpiter. Una densidad de ~0.8 g cm−3 con una atmósfera extendida (un planeta gaseoso "inflado"), aun que modelos sugieren que su núcleo es pequeño y contiene Silicatos y hielo. La temperatura de equilibrio se estima de 800 K (Refracción de la luz de 0,1). Orbitando a 0.034 UA de WASP-80, más cerca que mercurio del sol.
Un estudio de espectroscopia de transmisión realizado en la  atmósfera, reportó posiblemente una señal de doblete de resonancia de sodio neutro (Na I D), concluyendo que las señales de sodio se deben a su actividad cromosférica de la estrella WASP-80. Sin embargo investigaciones posteriores cuestionaron estos resultados 